# Nal nogjodzsuo
A Nal nogjodzsuo (hangul: 날 녹여주오, RR: Nal Nogyeojuo), angol címén Melting Me Softly, 2019-ben bemutatott dél-koreai televíziós sorozat, melyet a tvN csatorna vetített Csi Cshanguk (Ji Chang-wook), Von Dzsina (Won Jin-ah) és Jun Szea (Yoon Se-ah) főszereplésével.

## Cselekmény
Ma Dongcshan (Ma Dong-chan)t és Ko Miran (Go Mi-ran)t egy televíziós műsor kedvéért lefagyasztják. Eredetileg 24 óra múlva kellene őket kiolvasztani, de amikor felolvadnak, rádöbbennek, hogy 20 év telt el. Mindkettejüknek 31,5 és 33 °C között kell tartaniuk a testhőrmérsékletüket, hogy életben maradhassanak.

## Szereplők
- Csi Cshanguk (Ji Chang-wook): Ma Dongcshan (Ma Dong-chan)
- Von Csina (Won Ji-ah): Ko Miran (Go Mi-ran)
- Jun Sea (Yoon Se-ah): Na Hajong (Na Ha-yeong)

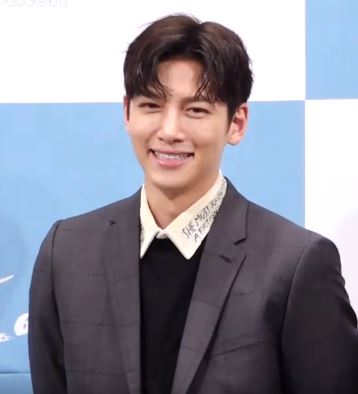
Csi Cshanguk (Ji Chang-wook)
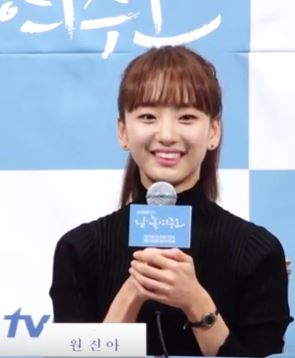
Von Dzsina (Won Jin-ah)
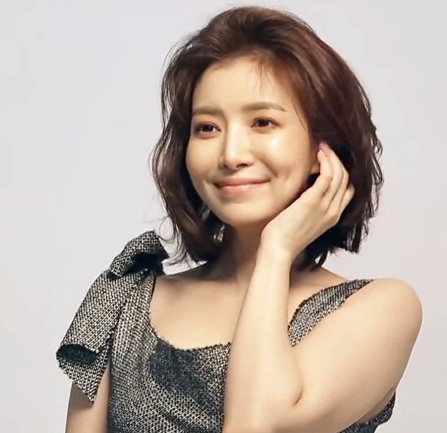
Jun Szea (Yoon Se-ah)